# Trumbull (Nebraska)
Trumbull es una villa ubicada en el condado de Clay en el estado estadounidense de Nebraska. En el Censo de 2010 tenía una población de 205 habitantes y una densidad poblacional de 183,64 personas por km².

## Geografía
Trumbull se encuentra ubicada en las coordenadas 40°40′48″N 98°16′24″O / 40.68000, -98.27333. Según la Oficina del Censo de los Estados Unidos, Trumbull tiene una superficie total de 1.12 km², de la cual 1.12 km² corresponden a tierra firme y (0%) 0 km² es agua.

## Demografía
Según el censo de 2010, había 205 personas residiendo en Trumbull. La densidad de población era de 183,64 hab./km². De los 205 habitantes, Trumbull estaba compuesto por el 94.63% blancos, el 0.49% eran afroamericanos, el 0% eran amerindios, el 0% eran asiáticos, el 0% eran isleños del Pacífico, el 2.93% eran de otras razas y el 1.95% pertenecían a dos o más razas. Del total de la población el 4.39% eran hispanos o latinos de cualquier raza.